# Roca de l'Àliga (la Vall de Boí)
La Roca de l'Àliga és una muntanya de 1.998 metres que es troba al municipi de la Vall de Boí, a la comarca de l'Alta Ribagorça.